# Си Ся
Си Ся (кит. 西夏, пиньинь Xī Xià), Западное Ся, Да Ся (кит. 大夏, пиньинь Dà Xià), Великое Ся, Тангутское царство, Великое государство Высокой Белизны, официальное название — Великое государство Белого и Высокого (тангут. 𗴂𗹭𗂧𘜶, *phiow bjij lhjịj ljịj [Гун Хуанчэн], *phon be lhe tha [Марк Миякэ]) — государство тангутов, существовавшее в 1038—1227 годах к северо-западу от китайского царства Сун и позднее чжурчжэньского Цзинь на территории современных китайских провинций Шэньси и Ганьсу. Контролировало восточный отрезок Великого шёлкового пути.

## История

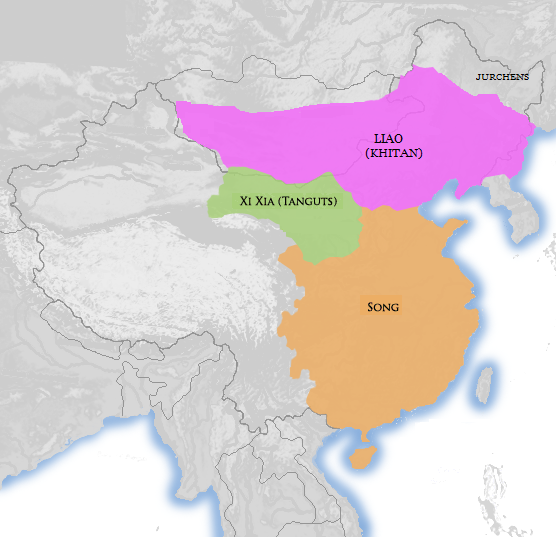
Западное Ся (XI XIA) в 1111 году

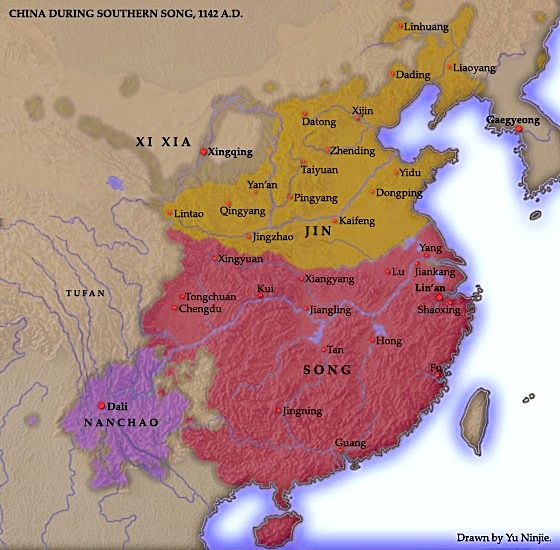
Западное Ся (XI XIA) и государства Китая в 1142 году

Тангуты были данниками Сунской империи до восстания 982 года, к 1006 году вынудившего китайских императоров фактически признать их независимость. Наиболее блистательный период тангутской истории совпал с правлением Юань-хао (1032—1048), который дал своему государству имя древнего хуннского царства Ся (буквально Си Ся — «Западное Ся», т. е. к западу от исторических земель хунну), принял титул императора и попытался распространить свою власть на весь Китай. В 1044 году сунские правители согласились выплачивать ему дань в обмен на прекращение набегов.
В течение последующих двухсот лет правители Западного Ся периодически вступали в борьбу с киданьской империей Ляо и сменившей её чжурчжэньской империей Цзинь. Система управления в Си Ся была выстроена по сунскому образцу, однако буддизм был возведён в ранг государственной религии. В качестве письменности была принята самобытная система, которую разработал Ели Жэньюн.
В конце 1190-х — начале 1200-х годов в соседних монгольских степях начал укреплять свою власть хан Тэмуджин; в 1203 году, после гибели предводителя кереитов Ван-хана, в земли тангутов бежал его сын Нилха-Сангум. В течение некоторого времени Сангум и его люди жили грабежами местного населения, за что вскоре были изгнаны.
Используя нахождение Сангума на территории Западного Ся в качестве предлога для военного похода, в 1205 году Тэмуджин совершил набег на приграничный район Эдсин, разграбив ряд поселений, и местная знать была вынуждена принять монгольское господство. В 1206 году Тэмуджин был провозглашён правителем всех монголов под именем Чингисхан, и объявил об образовании Монгольской империи; в том же году император Хуаньцзун был убит во время переворота своим двоюродным братом Ли Аньцюанем, провозгласившим себя императором Западного Ся Сянцзуном. В 1207 году Чингисхан возглавил ещё один рейд на Си Ся, вторгся в Ордос и разграбил Улахай, главный гарнизон вдоль Жёлтой реки, прежде чем отступить в 1208 году.
В 1209 году Чингисхан, стремясь добиться подчинения Западного Ся, предпринял новую большую кампанию. Разгромив войска под предводительством Гао Лянхуэя под Улахаем, Чингисхан захватил город и двинулся вдоль Жёлтой реки, взял несколько городов и осадил Иньчуань, в котором находился хорошо укрепленный гарнизон численностью 150 000 человек. Монголы попытались затопить город, изменив направление русла Жёлтой реки, но плотина, которую они для этого построили, прорвалась и затопила их собственный лагерь. Тем не менее, Сянцзун согласился подчиниться монгольскому владычеству и продемонстрировал свою лояльность, выдав за Чингисхана свою дочь Чахэ и заплатив дань верблюдами, соколами и ценными тканями.
После поражения в 1210 году Западная Ся объявила войну империи Цзинь в ответ на их отказ помочь им в борьбе против монголов. В следующем году монголы присоединились к западному Ся, начав 23-летний поход против Цзинь. В том же году племянник Сянцзуна Ли Цзунсу захватил власть в результате государственного переворота и стал императором Си Ся. Через месяц Сянцзун умер.
В 1219 году Чингисхан, вторгнувшись в Среднюю Азию, запросил у Западного Ся военную помощь, однако император и его военачальник Аша отказались от участия в походе, заявив, что если у монгольского хана недостаточно сил для ведения войны, он не имеет права претендовать на верховную власть. Чингисхан поклялся отомстить и ушёл, продолжив завоевание Хорезма, в то время как правители Западного Ся предприняли попытку создать союз против монголов с империями Цзинь и Сун.
После победы над Хорезмом в 1221 году Чингисхан стал готовить свои войска для карательного похода против Западного Ся. Между тем, в 1223 году Шенцзун отрекся от престола в пользу своего сына Ли Девана, ставшего новым императором  и принявшего имя Сяньцзуна. В 1225 году Чингисхан выступил против тангутов с войском численностью около 180 000 человек; после взятия Хара-Хото монголы начали неуклонное продвижение на юг. Командующий войсками Западного Ся Аша не мог позволить себе встретиться с монголами, поскольку это означало бы изнурительный марш-бросок на запад от Иньчуаня через 500 километров пустыни, и поэтому монголы неуклонно продвигались от города к городу. Взбешённый яростным сопротивлением жителей Западного Ся, Чингисхан приказал своим военачальникам систематически уничтожать города и гарнизоны по мере продвижения.

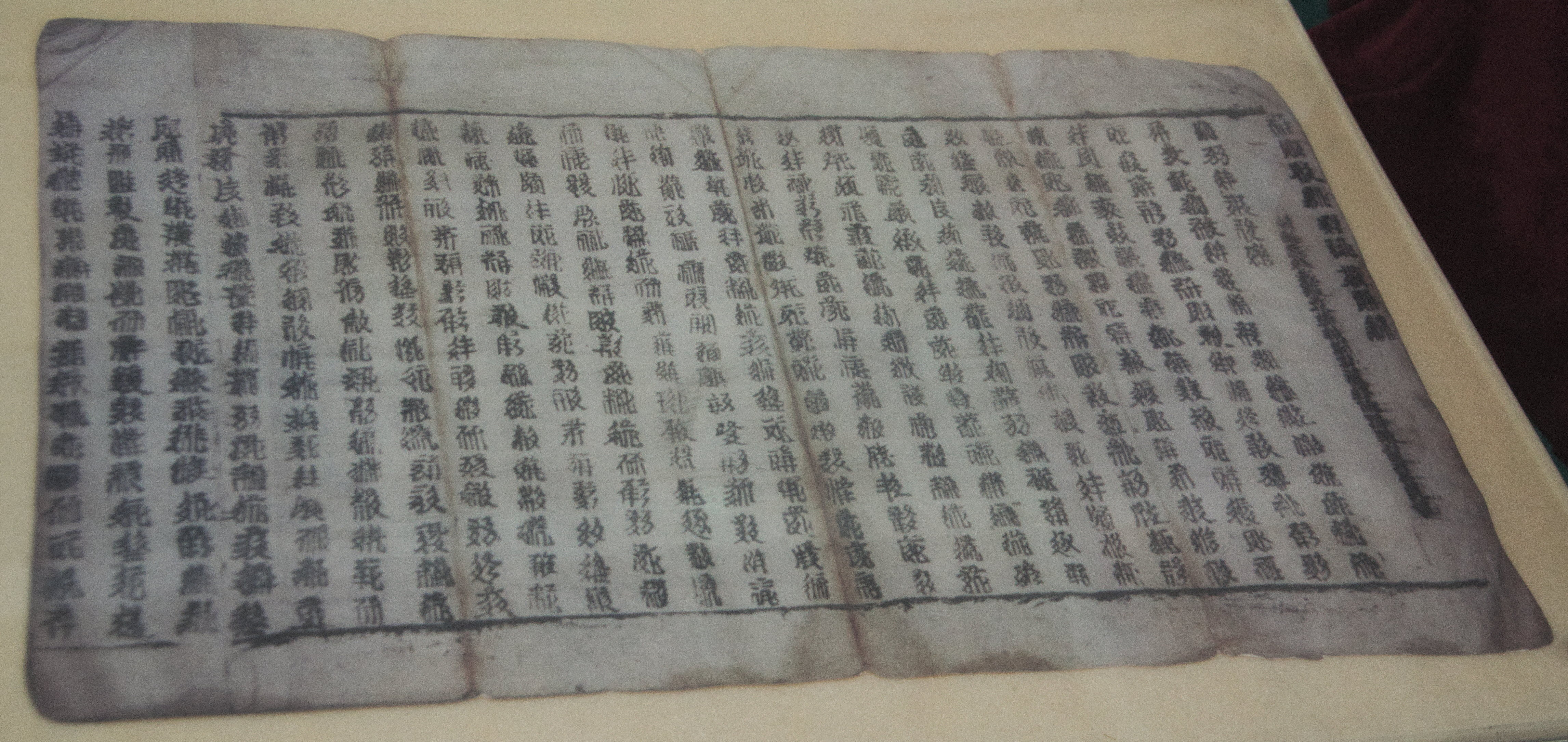
Тангутский подвижный тип печати

В августе 1226 года монгольские войска подошли к Увэю, второму по величине городу Западного Ся. Жители города, стремясь избежать его разрушения, сдались без сопротивления. В это самое время умирает император Сяньцзун, оставив разбираться с монгольским нашествием своего родственника и наследника Мочжу. Осенью 1226 года Чингисхан захватил Лянчжоу, пересек горы Хэланьшань и в ноябре осадил Линъу, находившийся всего в 30 километрах от Иньчуаня. Здесь, в битве на Жёлтой реке, монголы уничтожили 300-тысячный отряд Западного Ся, начавший контратаку против них.
Чингисхан добрался до Иньчуаня в 1227 году, осадил город и параллельно предпринял несколько наступательных операций против Цзинь, не давая той посылать подкрепление тангутам, причём один отряд достиг её столицы Кайфэна. Иньчуань находился в осаде около шести месяцев, после чего Чингисхан начал мирные переговоры, тайно намереваясь убить императора. Во время мирных переговоров Чингисхан продолжал свои военные действия в районе гор Люпань близ Гуюаня, отклонил мирное предложение Цзинь и готовился вторгнуться к ним вблизи их границы с Сун. Однако в августе 1227 года Чингисхан умер по исторически неопределённой причине, и, чтобы не подвергать опасности продолжающуюся кампанию, его смерть держалась в секрете. В сентябре 1227 года император Мочжу сдался монголам и был немедленно казнён. Затем монголы разграбили Иньчуань, вырезали население города, разграбили императорские гробницы к западу от города и завершили завоевание Западного Ся. В 1227 году государство тангутов пало под ударами войск Чингисхана.

## Изучение

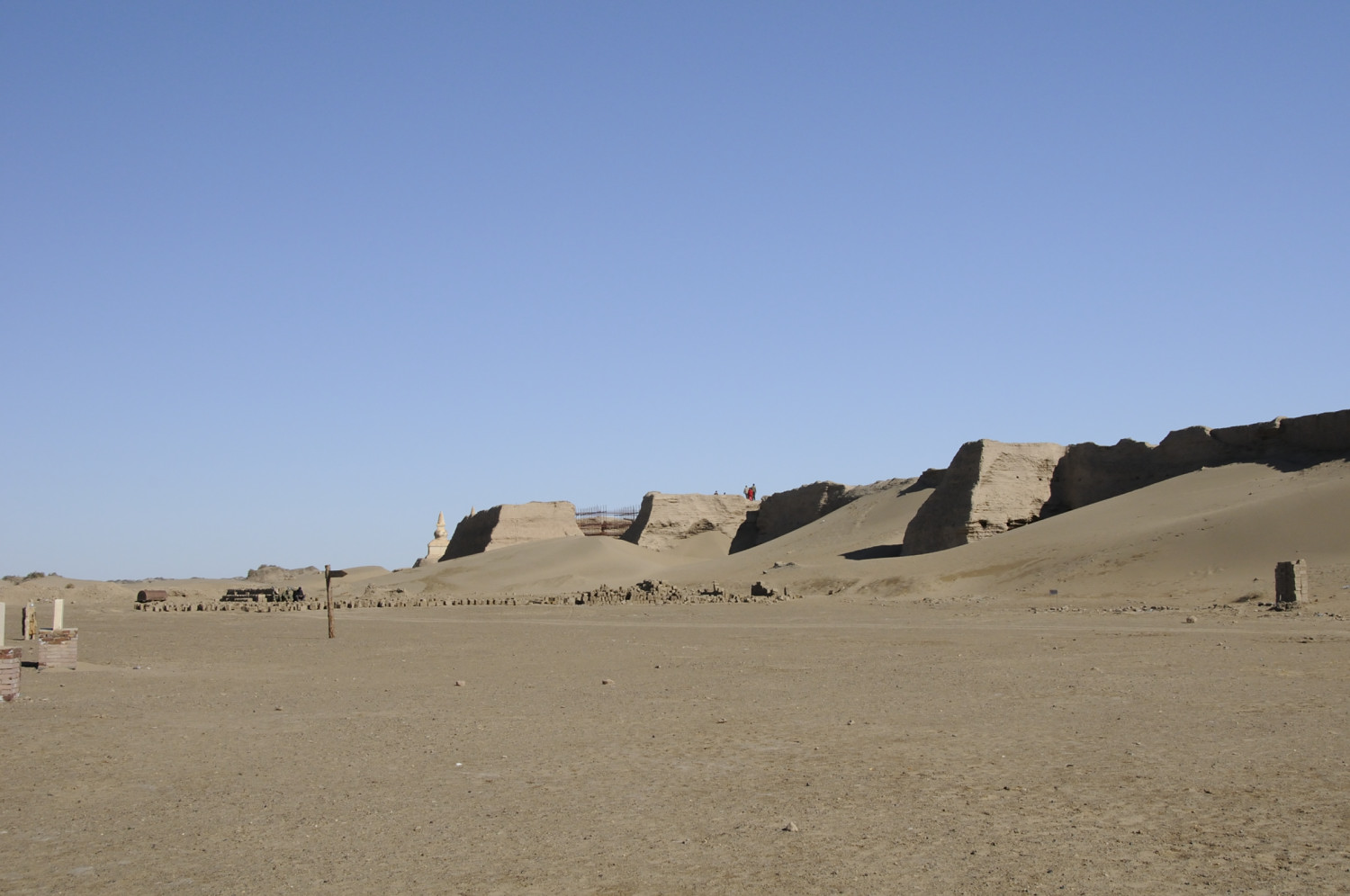
Руины Хара-Хото

Начало исследованию их культуры, письменности и языка положила находка П. К. Козловым большой библиотеки тангутских текстов при раскопках мёртвого города Хара-Хото в 1909 году.
Определяющий вклад в изучение Си Ся в первой половине XX века сделал Н. А. Невский, также реконструировавший тангутский язык. Благодаря его работе тангутоведение началось в Японии, Германии и Китае. Во второй половине XX века крупнейшим специалистом мирового уровня стал Е. И. Кычанов, специализировавшийся на истории Си Ся и издавший ряд тангутских письменных памятников. В настоящее время развивается изучение Си Ся в Китае.